# Kanton Saintes
Der Kanton Saintes ist ein französischer Kanton im Arrondissement Saintes, im Département Charente-Maritime und in der Region Nouvelle-Aquitaine. Er entspricht geographisch genau der Kleinstadt Saintes, die seine einzige Mitgliedsgemeinde ist. Bei der landesweiten Neuordnung der französischen Kantone wurde er 2015 neu geschaffen, vorher war Saintes in drei Kantone aufgespalten, Saintes-Est, Saintes-Nord und Saintes-Ouest, zu denen jeweils weitere Gemeinden aus dem Umland gehörten.

## Gemeinden
Der Kanton ist identisch mit der Gemeinde Saintes.

## Politik
| Vertreter im Departementrat | Vertreter im Departementrat         | Vertreter im Departementrat |
| Amtszeit                    | Namen                               | Partei                      |
| --------------------------- | ----------------------------------- | --------------------------- |
| 2015–                       | Christophe Dourthe Brigitte Favreau | PS                          |